# Récif Wizard
Le récif Wizard, en anglais Wizard Reef, est un récif corallien des Seychelles situé dans le groupe Farquhar des îles Extérieures.

## Géographie
Le récif Wizard est situé dans le Sud-Ouest des Seychelles et des îles Extérieures, à l'extrémité septentrionale du groupe Farquhar. L'extrémité Nord de l'atoll Providence se trouve à 40,5 kilomètres en direction du sud et l'île Saint-Pierre en direction du sud-sud-ouest.
Le récif Wizard est un récif corallien grossièrement elliptique mesurant 1,7 kilomètre d'est en ouest, 1,2 kilomètre du nord au sud pour une superficie d'environ 1,6 km2. Son point le moins profond se trouve dans sa partie occidentale. Bien qu'il n'émerge pas hors de l'eau, il est assez proche de la surface de la mer pour que les vagues se brisent dessus.

## Référence
- (en) Cet article est partiellement ou en totalité issu de l’article de Wikipédia en anglais intitulé « Wizard Reef » (voir la liste des auteurs).